# Samuel Enderby
Pour les articles homonymes, voir Enderby.
Samuel Enderby, né le 17 janvier 1719 à Londres où il est mort le 19 septembre 1797, est un marchand d'huile de baleine anglais, important dans l'histoire de la chasse à la baleine au Royaume-Uni. Au XVIIIe siècle, il fonde la Samuel Enderby & Sons (en), une importante compagnie de transport maritime, de chasse à la baleine et de chasse au phoque. 

## Biographie
La famille Enderby est tanneuse (travailleuse du cuir) à Bermondsey et a soutenu Oliver Cromwell. Daniel Enderby Ier lève des fonds pour l'armée lors du Long Parlement, comme le rapporte le Hansard. La famille reçoit des terres confisquées à Lismore, dans le comté de Waterford, en Irlande, qui sont vendues en 1660. Par la suite, la famille se lance dans le commerce de l'huile avec la Russie et entretint des relations commerciales avec les colonies de Nouvelle-Angleterre. 
Le 2 juin 1752, Samuel Enderby II épouse Mary Buxton, fille de son associé, à St Paul's Wharf, à Londres. Il meurt en 1797, laissant la société à ses trois fils, Charles, Samuel III et George. 
Samuel Enderby III (1755-1829) est propriétaire du Britannia, le navire qui réalise la première pêche à la baleine au large de l'Australie (10 novembre 1791). Il est le grand-père du major-général Charles George Gordon.

## Littérature
Au chapitre 100 du roman Moby Dick, le Pequod de Nantucket rencontre un baleinier londonien nommé Samuel Enderby, qui a également croisé la Baleine blanche. Le Samuel Enderby est un véritable navire, faisant partie des trois navires de la compagnie Enderby (les deux autres étant le Fancy et le Brisk) venus d'Angleterre, arrivés à Port Ross en 1849 avec à leur bord les 150 colons destinés à la nouvelle colonie d'Enderby. Le chapitre 101 de Moby Dick décrit plus en détail la compagnie baleinière Samuel Enderby & Sons.